# Дин Ся
Дин Ся (кит. упр. 丁霞, пиньинь Dīng Xiá; р. 13 января 1990, Шицзячжуан, провинция Хэбэй, Китай) — китайская волейболистка. Связующая. Олимпийская чемпионка 2016.

## Биография
Дин Ся — член национальной сборной Китая с 2014 года. В год дебюта она в составе команды выиграла «серебро» Азиатских игр и «золото» Кубка Азии. В следующем году волейболистка стала чемпионкой Азии и обладателем Кубка мира, а в 2016 — олимпийской чемпионкой в Рио-де-Жанейро, приняв участие во всех 8 матчах китайской сборной на олимпийском турнире и в 5 из них выходила на поле в стартовом состава.
В 2017 — после того как завершила карьеру Вэй Цююэ — Дин Ся является основной связующей национальной сборной. На Гран-при-2017 она была признана лучшей в своё амплуа, а затем со своей командой стала победителем розыгрыша Всемирного Кубка чемпионов.

### Клубная карьера
- 2006—2009 —  «Хэбэй» (Шицзячжуан);
- 2009—2018 —  «Ляонин Далянь Цзинчжоу»/«Ляонин Брилланс Ото»/«Ляонин Баюцюань» (Далянь/Шэньян);
- 2018—2019 —  «Бэйцзин Байк Моторс» (Пекин);
- 2019—2023 —  «Ляонин Баюцюань/Дунхуа» (Шэньян/Инкоу);
- 2023—2024 —  «Хемик» (Полице);
- с 2024 —  «Ляонин Дунган» (Инкоу)

## Достижения

### С клубом
- Чемпионка Китая 2019;
  - бронзовый призёр чемпионата Китая 2025.

### Со сборной Китая
- Олимпийская чемпионка 2016.
- бронзовый призёр чемпионата мира 2018.
- двукратный победитель розыгрышей Кубка мира — 2015, 2019.
- победитель розыгрыша Всемирного Кубка чемпионов 2017.
- бронзовый призёр Лиги наций 2018.
- двукратная чемпионка Азиатских игр — 2018, 2023;
  - серебряный призёр Азиатских игр 2014.
- чемпионка Азии 2015.
- победитель розыгрыша Кубка Азии 2014.

### Индивидуальные
- 2014: лучшая связующая Кубка Азии.
- 2017: лучшая связующая Гран-при.
- 2019: лучшая связующая Кубка мира.